# Base navale de Vilioutchinsk
La base navale de Vilioutchinsk, (en russe : Вилючинск (пункт базирования))  connue aussi sous le nom de base de Rybatchi, est une base sous-marine de la Flotte du Pacifique de la Marine russe. Située dans la ville de Vilioutchinsk, sur la baie d'Avatcha, à environ 25 km au sud-ouest de Petropavlovsk-Kamtchatski, dans le kraï du Kamtchatka. Elle offre un débouché sur la mer du Japon et l'océan Pacifique. 

## Historique
Elle est en activité depuis 1937. Le sous-marin L-16 perdu en 1942 alors qu'il rejoignait la flotte du Nord et le K-129 perdu en 1968 étaient basés à Vilioutchinsk.
Pendant la guerre froide, la base était surnommée le « nid de frelons » par les Américains en raison du grand nombre de sous-marins soviétiques qui en partaient pour aller patrouiller au large des États-Unis. À partir des années 1960, elle a commencé à accueillir des sous-marins à propulsion nucléaire et elle devenue à la fin des années 1980 le port d'attache soviétique ayant le plus de sous-marins avec 15 SNLE.
En 1994, après la chute de l’URSS, elle comptait selon le Bulletin of the Atomic Scientists 9 SNLE Delta-III en activité. La société Stratfor avançant le même chiffre pour mars 1998 après le retrait de 3 Delta I et de 3 classe Yankee entre 1993 et 1997. En 1999, le nombre de SNLE actifs avait chuté à quatre avec probablement un autre en réserve.
En 2003, il a été brièvement question de fermer ce site mais il fut finalement modernisé en 2011, 4 SNLE alors stationnent dans cette installation.
La base a accueilli son premier SNLE de la classe Boreï fin 2013 et son second, le K-551 Vladimir Monomakh, fin décembre 2014.
En 2025, il s'agit de la seule base de la Flotte du Pacifique dans laquelle des sous-marins nucléaires lanceurs d'engins sont stationnés. Elle comporte des centres scientifiques secrets.
Le site est endommagée lors du séisme de 2025 au Kamtchatka avec une section de la jetée qui semble s’être détachée de son amarrage.

## Sous-marins stationnés à Vilioutchinsk
En 2008, la 16e escadre de sous-marins est stationnée dans cette base. Elle est composée à cette date des 10e et 16e divisions de sous-marins. 
La 182e brigade de sous-marins (stationnée dans la baie d'Ilycheva) est dissoute en avril 2012.

### 10edivisionde sous-marins
La 10e division de sous-marins est commandée, en 2008, par l'amiral Vladimir Grishetchkine. La division est stationnée dans la baie de Kracheninnikov.
- K-150 Tomsk, sous-marin nucléaire lanceur de missiles de croisière du projet 949A (classe Oscar selon le code OTAN). En service dans la flotte depuis 1996. Commandant : capitaine Alexeï Zarenkov ;
- K-186 Omsk, sous-marin nucléaire lanceur de missiles de croisière du projet 949A. En service dans la flotte depuis 1993. Commandant : capitaine de 1er rang Valery Savon ;
- K-331 Magadan, sous-marin nucléaire d'attaque du projet 971 (classe Akoula). En service dans la flotte depuis 1990. Commandant : capitaine de 1er rang Oleg Gagkaev.

En réserve :
- K-132 Irkoutsk, sous-marin nucléaire lanceur de missiles de croisière du projet 949A. En service dans la flotte depuis 1988. Commandant : capitaine de 1er rang : Vyacheslav Citkine. En réserve ;
- K-442 Tcheliabinsk, sous-marin nucléaire lanceur de missiles de croisière du projet 949A. En service dans la flotte depuis 1990. Commandant : capitaine Vladimir Kouachev ;
- K-322 Kashalot, sous-marin nucléaire d'attaque du projet 971. En service dans la flotte depuis 1988. En réserve ;
- K-391 Bratsk (ru), sous-marin nucléaire d'attaque du projet 971. En service dans la flotte depuis 1989. En réserve ;
- K-295 Samara (ru), sous-marin nucléaire d'attaque du projet 971. En service dans la flotte depuis 1995. Commandant : capitaine de 1er rang Roman Schouri ;
- K-419 Kouzbass (ru), sous-marin nucléaire d'attaque du projet 971. En service dans la flotte depuis 1992. Commandant : capitaine Dmitri Barkovski. En réserve ;
- K-456 Vilioutchinsk, sous-marin nucléaire lanceur de missiles de croisière du projet 949A. En service dans la flotte depuis 1992. Commandant capitaine Leonid Moldovanov. En réserve ;
- K-263 Barnaoul, sous-marin nucléaire d'attaque du projet 971. En service dans la flotte depuis 1987. Commandant : capitaine de 1er rang : Oleg Mikhaïlevski. En réserve.

Démantelé :
- K-173 Krasnoïarsk, sous-marin nucléaire lanceur d'engins du projet 949A. En service dans la flotte depuis 1986. Commandant : capitaine Anatoli Proban. En réparations.

### 25edivisionde sous-marins
La 25e division de sous-marins est commandée, en 2008, par le contre-amiral Dmitriev. La division est stationnée dans la baie de Kracheninnikov.
- K-223 Podolsk, sous-marin nucléaire lanceur d'engins du projet projet 667BDR « Kalmar » (classe Delta-III). En service dans la flotte depuis 1979. Commandant : capitaine Andreï Khaidoukov ;
- K-433 Sviatoï Gueorgui Pobedonosets (« Saint-Georges le Victorieux »), sous-marin nucléaire lanceur d'engins du projet projet 667BDR « Kalmar ». En service dans la flotte depuis 1980. Commandant : capitaine Ramil Badrtdinov.
- K-44 Riazan, sous-marin nucléaire lanceur d'engins du projet projet 667BDR « Kalmar ». En service dans la flotte depuis 1982.
- K-550 Alexandre Nevski, sous-marin nucléaire lanceur d'engins du projet projet 955 « Boreï » (classe Boreï). En service dans la flotte depuis 2013.